# Isocarpha atriplicifolia
Isocarpha atriplicifolia là một loài thực vật có hoa trong họ Cúc. Loài này được (L.) R.Br. ex DC. mô tả khoa học đầu tiên.